# Nikolai Krilov
|  | No s'ha de confondre amb Nikolai Mitrofanovitx Krilov. |

Nikolai Ivànovitx Krilov (rus: Никола́й Ива́нович Крыло́в) (29 d'abril de 1903 – 9 de febrer de 1972) va ser un militar soviètic, doble Heroi de la Unió Soviètica i que va assolir el rang de Mariscal de la Unió Soviètica.

## Biografia
Va néixer al poble de Goliàievka, vólost Tamalínskaia, oblast de Saràtov (actualment al districte Tamalinski, a l'oblast de Penza), en el si d'una família de mestres rurals. El 1918 s'afilià al Komsomol, sent secretari i soldat voluntari al destacament del Komsomol de la Guàrdia Roja. Durant la Guerra Civil va intentar allistar-se a l'Exèrcit Roig a inicis de 1919, sent inscrit a la divisió d'aviació del Front del Sud; però uns dies després va caure malalt i va haver de quedar-se amb els pares. En aquella època va graduar-se a l'escola secundària.
L'abril del 1919, i amb només 19 anys, s'allistà finalment a l'Exèrcit Roig. El 1920 va ser nomenat comandant d'una secció de metralladores. A les files de l'11è Exèrcit lluita al front sud, participant en l'ocupació de l'Exèrcit Roig de l'Azerbaidjan i de la invasió de l'Exèrcit Roig de Geòrgia de 1921. També el 1921 va ser destinat a l'Extrem Orient Rus, i amb només 19 anys va ser nomenat comandant d'un batalló de l'Exèrcit Revolucionari del Poble de la República de l'Extrem Orient; participant en l'assalt de Spassk-Dalni i les conquestes de Ussurisk i de Vladivostok el 1922.
Després del final de la Guerra Civil va continuar a l'Exèrcit Roig, servint a l'Extrem Orient, comandant un batalló el 1923. El 1927 va afiliar-se al PCUS; i a l'agost de 1928 va graduar-se als cursos de formació avançada per a oficials de l'Exèrcit Roig. Des de 1929 va ser cap de l'Estat Major del regiment d'infanteria de la 1a divisió del Pacífic. Des de 1939, ja coronel, va ser cap de OSOVIAJIM a Stàvropol. Al maig de 1941 va ser nomenat cap de l'estat major de la zona fortificada del Danubi al sector sud de la frontera amb Romania, al districte militar d'Odessa.
A l'inici de la invasió de l'Eix, va enfrontar-se amb els romanesos, quan aquests van intentar travessar la frontera. A inicis de juliol va ser nomenat cap adjunt d'operacions de l'Exèrcit Costaner Separat. Atesa la manca d'efectius a Odessa, l'11 d'agost va esdevenir cap d'operacions de l'Exèrcit, i el 21 d'agost, cap de l'Estat Major. Des d'aquesta posició participà en la defensa d'Odessa i de Sebastòpol. Al desembre de 1941 va resultar greument ferit durant un bombardeig, negant-se a ser evacuat, i de resultes la ferida no tractada li deixaria seqüeles tota la vida). Promogut a general de divisió el 27 de desembre de 1941, finalment va ser evacuat de la ciutat durant els darrers dies de combats mitjançant un submarí.
L'agost de 1942 va ser nomenat cap de l'Estat Major del 1r Exèrcit de la Guàrdia, però dies després va ser cridat amb caràcter d'urgència perquè es dirigís a Stalingrad, on va ser nomenat cap de l'estat major del 62è Exèrcit, que realitzà una guerra urbana durant mesos pels carrers de la ciutat. Abans de l'arribada d'un nou comandant, el general V.I. Txuikov, va comandar l'exèrcit pràcticament durant tot un mes. Durant la batalla de Stalingrad, Krilov i el seu destacament es van quedar a la ciutat, tot i que el quarter general de l'exèrcit estava situat només a 800 metres de les posicions alemanyes. Després de la victòria a Stalingrad, Krilov va ser nomenat comandant del 3r Exèrcit de Reserva. Des de juliol de 1943 va ser comandant del 21è Exèrcit al Front Occidental. Al setembre és promogut a tinent general i l'octubre és nomenat comandant del 5è Exèrcit, participant en l'Operació Orxa i a l'ofensiva de Vtebsk. El seu exèrcit va passar a formar part del 3r Front de Belarús, participant en l'operació Bagration el 1944, atacant amb èxit a Vítsiebsk, Orxa, Minsk, van irrompre a Vílnius i van rebutjar els atacs enemics a Kaunas. Per l'èxit de l'operació Bagration va ser guardonat amb el títol d'Heroi de la Unió Soviètica i va ser promogut al rang de coronel general. A finals de 1944 va estar dos mesos a un hospital de Moscou per tractar-se velles ferides, tornant al front i distingint-se a l'Ofensiva de Prússia Oriental. Pels seus èxits tornaria a rebre el títol d'Heroi de la Unió Soviètica.
Després de la Victòria sobre Alemanya, el 5è Exèrcit va ser traslladat a l'Extrem Orient, sent inclòs al Front de l'Extrem Orient; participant en la Guerra sovièticojaponesa de l'agost de 1945. Juntament amb el comandant del front, mariscal Kiril·l Meretskov, Krilov va atacar el Tercer Exèrcit japonès.
Des d'octubre de 1945, Krilov va servir com a comandant adjunt del districte militar marítim. Des de gener, és comandant del Districte Militar de l'Extrem Orient (llavors només format per Sakhalín, Kamtxatka, les illes Kurils i algunes regions costaneres del krai de Primórie). El 1953 va ser promogut a General d'Exèrcit; i des de 1956 és nomenat comandant del Districte Militar dels Urals, el 1958 és comandant del Districte Militar de Leningrad i, el 1960 és nomenat comandant del Districte Militar de Moscou. Al maig de 1963 va ser nomenat cap de les Forces Estratègiques de Míssils.
Com a comandant de les Forces Estratègiques de Míssils, Krilov va ser de fet el creador d'un nou tipus de tropes. El desenvolupament de les Forces Estratègiques de Míssils va estar condicionat per la crisi dels míssils de Cuba de 1962. El 1965, segons un informe del Secretari de Defensa nord-americà Robert McNamara, els Estats Units disposaven de 650 míssils i la Unió Soviètica només de 200. Krilov, el dissenyador Mikhaïl Iànguel i alguns altres especialistes arribaren a la conclusió que calgués crear nous sitges de llançament, així com l'enviament de nous sistemes de míssils de combat (BRC). Iànguel creà el nou tipus de projectil CB, l'abast del qual era molt major que el dels míssils R-12 Dvina.
Krilov va morir a Moscou a l'edat de 69 anys. Va ser enterrat a la Muralla del Kremlin.

## Condecoracions
- Heroi de la Unió Soviètica (2)
- Orde de Lenin (4)
- Orde de la Revolució d'Octubre
- Orde de la Bandera Roja (4)
- Orde de Suvórov de 1a classe
- Orde de Kutúzov de 1a classe
- Medalla de la defensa d'Odessa
- Medalla de la defensa de Sebastòpol
- Medalla de la defensa de Stalingrad
- Medalla del Centenari de Lenin
- Medalla de la victòria sobre Alemanya en la Gran Guerra Patriòtica 1941-1945
- Medalla per la victòria sobre el Japó
- Medalla per la Conquesta de Königsberg
- Medalla del 20è Aniversari de la Victòria en la Gran Guerra Patriòtica
- Medalla del 20è Aniversari de l'Exèrcit Roig
- Medalla del 30è Aniversari de l'Exèrcit i l'Armada Soviètics
- Medalla del 40è Aniversari de les Forces Armades Soviètiques
- Medalla del 50è Aniversari de la Milícia Soviètica
- Espasa d'Honor (una espasa d'or amb l'escut de la Unió Soviètica)
- Comandant de la Legió d'Honor (França)
- Creu de Guerra 1939-1945 (França)